# مجزرة مسجد إبراهيم المقادمة
مجزرة مسجد إبراهيم المقادمة هي مجزرة نفذتها القوات الإسرائيلية بتاريخ 3 يناير 2009 أثناء هجومها على غزة في نهاية سنة 2008 وبداية سنة 2009. حيث استهدفت طائرات إسرائيلية مسجد الشهيد إبراهيم المقادمة في بيت لاهيا أثناء إقامة صلاة المغرب شهود عيان أفادوا وجود ما لا يقل عن 200 مصلي فيه أسفر هذا الهجوم عن سقوط أكثر من عشرة شهداء بينهم طفلان وإصابة أكثر من عشرين آخرين بجروح.